# Коронавірусна хвороба 2019 на Тринідаді і Тобаго
Епідемія коронавірусної хвороби 2019 на Тринідаді і Тобаго — це поширення пандемії коронавірусної хвороби 2019 на територію Тринідаду і Тобаго. Перший випадок хвороби в країні зареєстровано 12 березня 2020 року на острові Тринідад.

## Хронологія

### Березень 2020 року
12 березня у Тринідаді і Тобаго зареєстровано перший випадок коронавірусної хвороби. Ним став 52-річний чоловік, який нещодавно повернувся з Швейцарії. Він знаходився на самоізоляції ще до того, як у нього з'явились симптоми хвороби. Розпочався пошук осіб, які прилетіли до країни одним рейсом з хворим.
13 березня у Тринідаді і Тобаго зареєстровано другий випадок коронавірусної хвороби. Хворим став 66-річний чоловік, який не виїздив з країни, який звернувся до медичного закладу, та відправлений на самоізоляцію. Інші особи, які контактували з цим хворим, також перебували на карантині.
Ще два випадки були підтверджені в ніч на 15 березня, загальна кількість випадків зросла до 4. П'ята випадок хвороби підтверджений 16 березня. 17 березня підтверджено ще два випадки хвороби. Ще два випадки хвороби підтверджені 19 березня.
21 березня підтверджено ще 40 випадків. 5 березня 68 осіб виїхали на 7-денний круїз по Карибському морю на круїзному судні «Costa Favolosa». Після підозри на спалах COVID-19 на борту судна «Costa Favolosa» була змушена стати на якір біля узбережжя Гваделупи протягом декількох днів. Пасажири повернулися до Тринідаду та Тобаго 17 березня чартерним рейсом з Гваделупи. Їх негайно оглянули лікарі та протестували на коронавірус в міжнародному аеропорту Піарко, а згодом направили в карантин. 21 березня було підтверджено, що 40 із 68 осіб з круїзного судна мали позитивний результат на COVID-19, внаслідок чого загальна кількість підтверджених випадків зросла до 49. Окрім цього, міністр національної безпеки Стюарт Янг повідомив про закриття всіх кордонів для всіх осіб, як громадян країни, так і громадян інших країн, що запроваджується опівночі 22 березня.
25 березня зареєстровано першу смерть від коронавірусної хвороби в країні. Померлим став 77-річний чоловік із низкою хронічних хвороб.
26 березня другим померлим від коронавірусної хвороби став 80-річний чоловік із низкою хронічних хвороб. Він був одним із пасажирів круїзних лайнерів, які потрапили під карантин у таборі Баландра. Міністерство охорони здоров'я також повідомило, що один з хворих, які знаходились у карантині, та в якого підтверджено позитивний тест на коронавірус, одужав після лікування. Також прем'єр-міністр країни Кіт Роулі під час прес-конференції кабінету міністрів у Порт-оф-Спейні заявив, що працівники, які не працюють у життєво необхідних галузях економіки, повинні залишатися вдома з 30 березня по 15 квітня.

### Квітень 2020 року
3 квітня міністр національної безпеки Стюарт Янг під час онлайнової прес-конференції заявив, що карантинні обмеження, запроваджені 22 березня, будуть продовжені до 30 квітня 2020 року, продовжено закриття барів, гральних центрів, клубів та культових споруд.
5 квітня зареєстровано першу смерть від коронавірусної хвороби на острові Тобаго, помер літній чоловіка з низкою хронічних хвороб. До цього дня на острові проведено 74 тестування, з яких 3 були позитивними. Загалом до цього дня Тринідад і Тобаго подав на проведення тестування до Карибської організації охорони здоров'я 797 зразків біоматеріалу, з яких у 104 тест був позитивним, у країні зареєстровано 7 смертей та одне одужання.
6 квітня прем'єр-міністр країни Кіт Роулі заявив на прес-конференції в Порт-оф-Спейні, що наказ залишатися вдома для більшості населення, який мав діяти до 15 квітня, продовжено до 30 квітня. Він також повідомив, що всі заклади громадського харчування повинні бути закриті, вони можуть працювати виключно в режимі доставки продуктів.
15 квітня група з понад 40 громадян Тринідаду і Тобаго, опинились у Суринамі в складному становищі. Незважаючи на численні контакти з консульством та Карибським співтовариством, їх репатріація не планувалась. 30 квітня повідомлялося, що вони зафрахтували літак, і незабаром повернуться додому.
21 квітня повідомлено, що Тринідад і Тобаго має намір значно збільшити кількість тестувань на коронавірус. З Китаю було отримано 4 тисячі тестових наборів, ще 10 тисяч очікувалося протягом найближчих двох тижнів, та 10 тисяч мала надати Панамериканська організація охорони здоров'я. Також повідомлено про перший новий випадок хвороби після семиденної перерви, загальна кількість випадків зросла до 115. Група громадян Тринідаду та Тобаго, які опинились на Барбадосі, за власний рахунок орендувала літак, щоб повернутись додому.
25 квітня на прес-конференції прем'єр-міністра Кіта Роулі повідомлено, що наказ перебування вдома для більшості громадян буде продовжено до 15 травня.

### Травень 2020 року
9 травня прем'єр-міністр Кіт Роулі оприлюднив плани скасування карантинних обмеження унаслідок епідемії COVID-19 у шість етапів, перший етап якого розпочнеться 10 травня.
16 травня, коли кількість випадків на COVID-19 стабілізувалась на рівні 116, а тривалий час всі тестування на коронавірус були негативними, прем'єр-міністр країни Кіт Роулі заявив у суботу на прес-конференції в Порт-оф-Спейні, що друга фаза поступового скасування карантинних обмежень почнеться раніше. Спочатку її планували розпочати 24 травня, проте прем'єр-міністр повідомив, що другий етап тепер розпочнеться трьома днями раніше, тобто 21 травня.
21 травня останнього хворого з COVID-19 виписали з лікарні в місті Кува, загальна кількість одужань зросла до 108.
23 травня 6 громадян країни, які працювали на круїзному кораблі «Caribbean Princess», прибули на шлюпці до Національного центру круїзних кораблів у Порт-оф-Спейні, після чого їх направили до державного карантинного центру в місті Дебе.
24 травня, коли мусульмани святкували Курбан-байрам, мечеті в Тринідаді і Тобаго були закритими у зв'язку з карантинними обмеженнями від COVID-19.
25 травня 52 громадян країни, які знаходились на борту круїзного судна, були репатрійовані до Тринідаду і Тобаго після отримання дозволу від міністра національної безпеки Стюарта Янга.
29 травня, після більш ніж двох місяців закриття навчальних закладів для запобігання поширення коронавірусної хвороби, міністерство освіти повідомило встановлені дати випускних іспитів та відновлення роботи учбових закладів. Іспити мали розпочатися 13 липня 2020 року, а новий навчальний термін мав розпочатися 1 вересня.
30 травня прем'єр-міністр Кіт Роулі повідомив, що третій етап відкриття країни з карантинних обмежень розпочнеться 1 червня 2020 року і триватиме до 7 червня.

### Червень 2020 року
4 червня 29 громадян країни вранці прибули в акваторію Порт-оф-Спейна на борту круїзного корабля «Carnival Fantasy».
6 червня прем'єр-міністр повідомив, що 8 з червня дозволено відновити діяльність перукарням, салонам краси, спа-центрам та надомним працівникам, а громадський транспорт зможе працювати на 75 %. Він також повідомив, що 22 червня припиниться система ротації державних службовців, і всіх співробітників державних органів попросять повернутися на роботу на повний робочий день, весь громадський транспорт зможе працювати зі 100-відсотковою пропускною спроможністю, відкрито доступ до пляжів і річок; зможуть відновити роботу бари, тренажерні зали, казино, кінотеатри та їдальні, відновлюються спортивні заходи без глядачів, дозволено зібрання за участі не більш ніж 10 осіб. Він також повідомив, що культові споруди будуть знову відкриті 12 червня.
7 червня прем'єр-міністр оголосив, що культові споруди в країні будуть відкриті на день раніше, ніж було заплановано спочатку, тобто 11 червня на святкування Дня баптистів.
12 червня прем'єр-міністр Кіт Роулі заявив, що венесуельським мігрантам, які найняті на роботу в країні на один рік, буде дозволено залишатися в країні до грудня 2020 року, враховуючи обставини, спричинені пандемією COVID-19.
14 червня міністерство охорони здоров'я повідомило, що виявлено 6 нових позитивних тестів на COVID-19, загальна кількість позитивних тестів зросла до 123.

### Липень 2020 року
1 липня міністерство охорони здоров'я розпочало масові тестування на COVID-19 у 8 закладах охорони здоров'я.
13 липня розпочались перевідні іспити в школах, учні 5 і 6 класів середньої школи повернулись до навчання, щоб скласти ці іспити. Офіс ЮНІСЕФ у Східно-Карибському басейні публікує звіт про вплив COVID-19 на дітей-мігрантів у Тринідаді та Тобаго.
25 липня над Тринідадом і Тобаго пройшов тропічний шторм Гонсало.
28 липня міністр освіти заявив, що дата складання іспитів у школах залишиться незмінною. Наступний іспит повинен відбутися 20 серпня.
31 липня прем'єр-міністр зменшив кількість осіб, які можуть зібратися разом, з 25 до 10 у зв'язку з недавнім стрибком випадків хвороби. Він повідомив, що уряд також попросить державну службу зменшити кількість державних службовців, які працюють одночасно, дозволивши їм приходити на роботу за алфавітом, та чергувати їх по днях протягом наступних 14 днів. У цей час мусульмани по всьому Тринідаду і Тобаго святкували Курбан-байрам.

### Серпень 2020 року
8 серпня у Тринідаді і Тобаго виявлено 50 нових випадків. Загальна кількість випадків на цей день становила 199.
9 серпня повідомлено, що гості курортного готелю «Тропікіст» у місті Кроун-Пойнт на острові Тобаго залишатимуться на обов'язковому карантині протягом 14 днів через одного з гостей, який прибув з Тринідаду з позитивним тестом на COVID-19.
10 серпня в країні проведені загальні вибори.
15 серпня головний медичний директор країни Рошан Парасрам підтвердив, що зараз COVID-19 у країні поширюється переважно шляхом внутрішнього інфікування. Прем'єр-міністр Кіт Роулі повідомив про нові обмеження, які запроваджуються щонайменше на 28 днів, оскільки у країні продовжується значне зростання кількості випадків хвороби. З 17 серпня запроваджуються обмеження: припиняється робота у приміщеннях ресторанів та барів, у тому числі на фуд-кортах та в торгових центрах. Також перестануть працювати інші заклади сфери послуг, служби доставки, хоча частині з них буде дозволено продовжувати роботу, закрито відвідування пляжів та річок, всі культові споруди будуть закриті, всі тренажерні зали будуть закриті, змагання з контактних видів спорту припинені, закрито аквапарки, казино та клуби залишатимуться закритими, закрито кінотеатри, дозволено зібрання за межами будинків не більше 5 осіб; весілля, похорони, хрестини та інші заходи можуть проводитись за участі не більше 10 осіб, таксі та маршрутний автотранспорт працюватимуть із 50 % навантаженням, повітряне та морське мостове сполучення між Тринідадом та Тобаго буде обмежене лише для осіб, які працюють у життєво необхідних галузях, всі навчальні заклади залишатимуться закритими до закінчення цієї фази. Прем'єр-міністр заявив, що на цьому етапі уряду, швидше за все, доведеться закрити школи до 31 грудня. У Тринідаді і Тобаго зареєстровано 71 новий випадок хвороби. Загальна кількість смертей зросла до 497.
20 серпня черговий екзамен написали студенти вищих учбових закладів. На Тринідаді і Тобаго зареєстровано 81 новий випадок хвороби. За останні дні померло 12 хворих, загальна кількість померлих зросла до 767.
25 серпня Тринідад і Тобаго перетнув рубіж у 1000 активних випадків хвороби. У країні зареєстровано 153 нових випадки хвороби. За останні дні померло 12 хворих, загальна кількість померлих зросла до 1252.

### Вересень 2020 року
1 вересня школи в Тринідаді та Тобаго знову розпочали онлайн-навчання в Інтернеті з початком нового навчального року.

## Профілактичні заходи
Міністр охорони здоров'я Терранс Діялсінгх оголосив, що Тринідад і Тобаго вирішило запровадити обмеження щодо осіб, які прибувають з Китаю. Особам, які проживають у Китаї або відвідували цю країну, буде заборонено в'їзд в Тринідад і Тобаго, якщо вони вже не виїжджали за межі Китаю за 14 днів до наміру поїздки до Тринідаду і Тобаго. Транспортне сполучення з Італією, Південною Кореєю, Сінгапуром, Японіією, Іраном, Німеччиною, Іспанією та Францією, також має бути обмежено. 16 березня прем'єр-міністр Кіт Роулі повідомив, що країна закриє свої кордони для всіх осіб, крім громадян Тринідаду та Тобаго та медичних працівників на найближчі 14 днів. Крім того, у країні будуть закриті всі бари, а закриття шкіл продовжено до 20 квітня. Ці заходи наберуть чинності опівночі 17 березня.
13 березня прем'єр-міністр країни повідомив, що школи та університети будуть закриті по всій країні на один тиждень для запобігання поширення коронавірусної хвороби. 16 березня закриття було продовжено до 20 квітня.
15 березня комісар поліції країни Гері Гріффіт заявив, що іде на самоізоляцію.
Низка індуїстських асоціацій скасували святкування більшості індуїстських свят. Низка інших подій та свят також було скасовано або відкладено.
Запроваджені карантинні обмеження у в'язницях по всій території країні. Нафтогазова компанія BPTT у зв'язку з поширенням хвороби закрила свої офіси. Міністр охорони здоров'я країни заявив, що станом на 16 березня в країні наявно 3 тисячі наборів для тестування на коронавірус, і ще 1000 мають надійти найближчим часом. Міністр праці Дженніфер Батіст-Примус заявила, що під час епідемії буде надаватися відпустка працівникам з дітьми. 21 березня міністр національної безпеки Стюарт Янг оголосив про закриття всіх кордонів країни для всіх осіб (включно громадян країни та осіб, які мають право на постійне проживання в країни) від опівночі неділі 22 березня. За його словами, заборонено в'їзд в країну будь-яким видом транспорту з-за кордону. Проте вантажні судна, які перевозять до країни продукти харчування та фармацевтичні препарати, зможуть увійти до портів країни.
6 квітня Роулі продовжив наказ про перебування вдома до 30 квітня (згодом знову продовжив до 10 травня). Прем'єр-міністр оголосив, що до цієї дати будуть закриті всі ресторани, а частина підприємств, зокрема супермаркети, пекарні та аптеки, скоригують графіки роботи. Він також наголосив, що жителі країни повинні носити маски для обличчя в громадських місцях, і що уряд буде забезпечувати населення масками.
31 серпня повідомлено, що всі жителі країни повинні носити маски в місцях громадського користування та на вулиці.
У травні 2021 року країна пережила третю хвилю COVID-19 і запровадила надзвичайний стан із комендантською годиною з 9 вечора до 5 ранку з деякими винятками для життєво важливих закладів, включаючи енергетичний сектор, супермаркети та аптеки.

## Вакцинація
У квітні 2021 року міністерство закордонних справ країни і КАРІКОМ оголосили, що отримали 40 тисяч доз вакцини проти COVID-19 Oxford–AstraZeneca (виробництва Інституту сироватки крові Індії під назвою «Covishield») з Індії в рамках ініціативи «Vaccine Maitri». У червні 2021 року посольство США в Тринідаді і Тобаго зазнало масових глузувань після того, як воно оголосило про пожертвування 80 флаконів вакцин (загалом 400 доз) країні з населенням 1,4 мільйона осіб.
У грудні 2021 року прем'єр-міністр країни оголосив про обов'язкову вакцинацію для державних службовців, хоча дозволив медичні винятки.

## Критика офіційної статистики
Хоча перший випадок коронавірусної хвороби на Тринідаді і Тобаго офіційно діагностований 12 березня, та приписаний прибулому зі Швейцарії, до цього існували підозри на те, що коронавірус уже циркулював у країні місцево. У жителя канадської провінції Альберта, який перед тим відвідував Тринідад і Тобаго, на початку березня офіційно діагностовано коронавірусну хворобу. Головний медичний працівник провінції повідомив про це 11 березня за день до першого офіційного випадку хвороби на Тринідаді та Тобаго.
16 квітня Камла Персад-Бісесар, колишній прем'єр-міністр країни і на той час лідер опозиції, вимагала від уряду зробити прозорим підрахунок кількості випадків хвороби в країні, а також показати справжній стан поширення коронавірусної хвороби на Тринідаді і Тобаго.